# Corculum cardissa
Corculum cardissa е соленоводна мида от семейство Сърцевидки, която влиза в симбиотични взаимоотношения с еукариотните динофлагелати, които се заселват в техните тъкани.

## Разпространение
Видът обитава плитките части на Тихи и Индийски океан. Corculum cardissa често е откриван да лежи на повърхността на пясъчно дъно сред коралови отломки и натрошени черупки. Той обикновено се намира в хоризонтално положение и често покрит с влакновидни водорасли и кални отлагания.

## Описание
Двете черупки на Corculum cardissa са неравни по размер и често асиметрични. Формата им е много променлива и гледана отгоре контурът грубо наподобява формата на сърце, което дава на мекотелите и семейното име. Ктенидиите, мантията и сифона са тъмнокафяви поради присъствието на микроскопични водорасли. Външната повърхност на мантията също съдържа гранули от червеникав, лилав и син пигмент.

## Начин на живот
Мидите са филтратори на водата и се хранят с микроскопични организми попаднали при преминаването на водата през мантийната празнина. Ларвите се развиват изключително бързо – излюпват се велигерови ларви около 24 часа след оплождане и още ден по-късно се превръщат във възрастни форми залавяйки се за дъното.